# روبرت دونكان (قسيس)
روبرت دونكان (بالإنجليزية: Robert Duncan)‏ هو قسيس أمريكي، ولد في 5 يوليو 1948 في بوردينتاون في الولايات المتحدة.

## وصلات خارجية
- روبرت دونكان على موقع الموسوعة البريطانية (الإنجليزية)